# Biotopo Lago di Caldaro
Biotopo Lago di Caldaro este o arie protejată (arie specială de conservare — SAC, sit de importanță comunitară — SCI, arie de protecție specială avifaunistică — SPA) din Italia întinsă pe o suprafață de 241 ha, integral pe uscat.

## Localizare
Centrul sitului Biotopo Lago di Caldaro este situat la coordonatele 46°22′31″N 11°15′46″E / 46.3753°N 11.2628°E.

## Înființare
Situl Biotopo Lago di Caldaro a fost declarat sit de importanță comunitară în septembrie 1995 pentru a proteja 1 specie de plante și 40 de specii de animale. Alte tipuri de protecție:
- arie de protecție specială avifaunistică (în august 2000)[2]
- arie specială de conservare (în noiembrie 2016)[1][3][4]

## Biodiversitate
Situată în ecoregiunea alpină, aria protejată conține 3 habitate naturale: Pajiști cu Molinia pe soluri calcaroase, turboase sau argilos-nămoloase (Molinion caeruleae), Ape puternic oligomezotrofe cu vegetație bentonică cu Chara spp., Mlaștini calcaroase cu Cladium mariscus și specii de Caricion davallianae.
La baza desemnării sitului se află mai multe specii protejate:
- plante (1): moșișoare (Liparis loeselii)
- păsări (36): privighetoare-de-baltă (Acrocephalus melanopogon), pescăruș albastru (Alcedo atthis), rață sulițar (Anas acuta), rață pitică (Anas crecca), egretă mare (Ardea alba), stârc roșu (Ardea purpurea), stârc galben (Ardeola ralloides), rață-cu-cap-castaniu (Aythya ferina), rața moțată (Aythya fuligula), rață roșie (Aythya nyroca), buhai de baltă (Botaurus stellaris), bătăuș (Calidris pugnax), erete de stuf (Circus aeruginosus), erete vânăt (Circus cyaneus), porumbel de scorbură (Columba oenas), gușă vânătă (Cyanecula svecica), șoim de iarnă (Falco columbarius), becațină comună (Gallinago gallinago), cocor (Grus grus), stârc pitic (Ixobrychus minutus), sfrâncioc roșiatic (Lanius collurio), rață fluierătoare (Mareca penelope), rață pestriță (Mareca strepera), ferestrașul mare (Mergus merganser), Mergus serrator, stârc de noapte (Nycticorax nycticorax), vultur pescar (Pandion haliaetus), ciocănitoare verzuie (Picus canus), cresteț pestriț (Porzana porzana), cristei de baltă (Rallus aquaticus), sitar de pădure (Scolopax rusticola), Spatula clypeata, rață cârâitoare (Spatula querquedula), turturică (Streptopelia turtur), nagâț (Vanellus vanellus), Zapornia parva
- amfibieni (1): izvoraș-cu-burta-galbenă (Bombina variegata)
- mamifere (1): liliacul mare cu potcoavă (Rhinolophus ferrumequinum)
- nevertebrate (2): Vertigo angustior, Vertigo moulinsiana

Pe lângă speciile protejate, pe teritoriul sitului au mai fost identificate 59 de specii de plante, 17 specii de păsări, 5 specii de amfibieni, 5 specii de mamifere, 5 specii de reptile.